# Mau (stad in Uttar Pradesh)
Mau, voorheen bekend als Mau Nath Bhanjan of Maunath Bhanjan, is een stad en gemeente in het district Mau van de Indiase staat Uttar Pradesh. 

## Demografie
Volgens de Indiase volkstelling van 2001 wonen er 210.071 mensen in Maunath Bhanjan, waarvan 52% mannelijk en 48% vrouwelijk is. De plaats heeft een alfabetiseringsgraad van 58%. 